# Kościół Niepokalanego Serca Najświętszej Marii Panny w Bykowcach
Kościół Niepokalanego Serca Najświętszej Marii Panny w Bykowcach – świątynia rzymskokatolicka pod wezwaniem Niepokalanego Serca Maryi w Bykowcach.
Pierwotnie zgoda na budowę kaplicy filialnej parafii Wniebowstąpienia Pańskiego w Sanoku została wydana w 1985, a jej obowiązywanie zostało przedłużone w 1993 (autorem projektu budynku była inż. Anna Gniewek). Prace budowlane rozpoczęto w 1999. Poświęcenia kaplicy dokonał 7 lipca 2001 abp Józef Michalik. Świątynia została umiejscowiona na południowym stoku Bykowiec.
Przy świątyni została wybudowana dzwonnica. Nieopodal, powyżej kaplicy powstał cmentarz, historycznie drugi w Bykowcach; pierwszy znajduje się na wschód od świątyni.